# Kölbergsbotjärnen
Kölbergsbotjärnen är en sjö i Bollnäs kommun i Hälsingland och ingår i Skärjåns huvudavrinningsområde.